# Csoma (village)
Pour les articles homonymes, voir Csoma.
Csoma est un village et une commune du comitat de Somogy en Hongrie.